# كيسي هايز
كيسي هايز (بالإنجليزية: Casey Hayes)‏ هو مدرب خيول أمريكي، ولد في 16 يونيو 1906 في بريفارد في الولايات المتحدة، وتوفي في 25 يونيو 1980.